# Львівська обласна рада депутатів трудящих XIV скликання
Львівська обласна рада депутатів трудящих чотирнадцятого скликання — представничий орган Львівської області у 1973—1975 роках.
Нижче наведено список депутатів Львівської обласної ради 14-го скликання, обраних 17 червня 1973 року в загальних та особливих округах. Всього до Львівської обласної ради 14-го скликання було обрано 247 депутатів.
| Прізвище, ім'я, по-батькові             | Місто чи район           | Виборчий округ                | Посада | Примітки                                |
| --------------------------------------- | ------------------------ | ----------------------------- | --- | --------------------------------------- |
| Абашин Микола Борисович                 | особливий округ          |                               | 1-й заступник командувача військ Прикарпатського військового округу                                                                                         |                                         |
| Андрушко Орест Дмитрович                | Старосамбірський район   | Нижанковицький № 210          | директор радгоспу «Нижанковицький» села Міженець Старосамбірського р-ну                                                                                     |                                         |
| Антоненко Борис Тихонович               | Старосамбірський район   | Старосолянський № 214         | прокурор Львівської області |                                         |
| Аполлоніна Генліна Петрівна             | Золочівський район       | Золочівський № 126            | вчителька Золочівської середньої школи № 2 |                                         |
| Бабійчук Василь Савелійович             | Радехівський район       | Миколаївський № 180           | 1-й секретар Радехівського райкому КПУ |                                         |
| Барабаш В'ячеслав Антонович             | Бродівський район        | Бродівський № 84              | начальник управління побутового обслуговування населення Львівського облвиконкому                                                                           |                                         |
| Барабащук Микола Григорович             | місто Дрогобич           | Дрогобицький № 65             | старший оператор Дрогобицького нафтопереробного заводу |                                         |
| Баран Любов Олександрівна               | Бродівський район        | Бродівський № 85              | швея Бродівського філіалу Львівської швейної фірми «Маяк»                                                                                                   |                                         |
| Барчукова Зінаїда Федорівна             | місто Червоноград        | Червоноградський № 80         | помічник майстра Червоноградської панчішної фірми |                                         |
| Басова Зінаїда Олександрівна            | Жидачівський район       | Жидачівський № 117            | старша апаратниця хімлабораторії теплоелектроцентралі Жидачівського картонно-паперового комбінату імені 50-річчя Великої Жовтневої соціалістичної революції |                                         |
| Бахур Федір Степанович                  | Турківський район        | Лімнянський № 227             | колгоспник колгоспу «Нове життя» села Бережок Турківського р-ну                                                                                             |                                         |
| Беновський Ярослав Васильович           | Бродівський район        | Підкамінський № 89            | голова Бродівського райвиконкому |                                         |
| Бешлей Наталія Миколаївна               | Самбірський район        | Рудківський № 189             | ланкова колгоспу «Ленінець» села Новосілки-Гостинні Самбірського р-ну                                                                                       |                                         |
| Блищак Галина Андріївна                 | Миколаївський район      | Верхньодорожненський № 137    | зоотехнік колгоспу імені Щорса села Колодруби Миколаївського р-ну                                                                                           |                                         |
| Бобеляк Ксенія Миколаївна               | Городоцький район        | Коропузький № 100             | бригадир колгоспу імені Свердлова села Коропуж Городоцького р-ну                                                                                            |                                         |
| Бобришов Анатолій Микитович             | місто Львів              | Ленінський № 6                | скловар Львівського ізоляторного заводу |                                         |
| Богданович Григорій Йосипович           | Нестеровський район      | Магерівський № 158            | начальник управління Львівської залізниці |                                         |
| Бойко Іван Йосипович                    | місто Львів              | Шевченківський № 41           | бригадир будівельно-монтажного управління № 15 тресту «Львівпромбуд»                                                                                        |                                         |
| Бойко Катерина Андріївна                | Радехівський район       | Вузлівський № 178             | ланкова колгоспу імені Фрунзе села Дмитрів Радехівського р-ну                                                                                               |                                         |
| Бондар Павло Степанович                 | Самбірський район        | Воле-Баранецький № 186        | голова Самбірського райвиконкому |                                         |
| Бошняк Юрій Михайлович                  | особливий округ          |                               | командир 28-го корпусу протиповітряної оборони (ППО) Прикарпатського військового округу, генерал-майор                                                      |                                         |
| Братунь Ростислав Андрійович            | місто Львів              | Шевченківський № 44           | письменник, голова правління Львівської організації Спілки письменників України                                                                             |                                         |
| Булах Василь Микитович                  | Жидачівський район       | Бориницький № 114             | завідувач відділу комунального господарства Львівського облвиконкому                                                                                        |                                         |
| Бульба Григорій Савич                   | місто Дрогобич           | Дрогобицький № 61             | голова Дрогобицького міськвиконкому |                                         |
| Бурда Іванна Теодорівна                 | Городоцький район        | Городоцький № 99              | швея Городоцького філіалу Львівської швейної фірми «Весна»                                                                                                  |                                         |
| Бучинський Володимир Степанович         | місто Львів              | Залізничний № 23              | майстер вагонного депо станції Клепарів Львівської залізниці                                                                                                |                                         |
| Ванденко Леонід Степанович              | Турківський район        | Турківський № 229             | секретар Львівського обкому КПУ | вибув 28.08.1974 року                   |
| Варега Теодозія Василівна               | Турківський район        | Верхньовисоцький № 224        | доярка радгоспу «Карпати» села Верхнє Гусине Турківського р-ну                                                                                              |                                         |
| Варивода Любомир Васильович             | місто Дрогобич           | Стебницький № 67              | лаборант-газозамірник рудника № 2 Стебницького калійного комбінату                                                                                          |                                         |
| Василенко Мирон Афтанасович             | Стрийський район         | Яблунівський № 222            | токар Стрийської пересувної механізованої колони № 191 |                                         |
| Василишин Марія Василівна               | Яворівський район        | Верблянський № 230            | завідувачка ферми колгоспу імені 30-річчя Жовтня села Залужжя Яворівського р-ну                                                                             |                                         |
| Вахула Микола Степанович                | місто Львів              | Залізничний № 28              | провідник вагонів пасажирсько-вагонного депо станції Львів Львівської залізниці                                                                             |                                         |
| Велійко Степанія Степанівна             | Яворівський район        | Прилбичівський № 236          | агроном колгоспу «Росія» села Прилбичі Яворівського р-ну |                                         |
| Вітошинський Ярослав Дем'янович         | Пустомитівський район    | Пустомитівський № 174         | начальник управління культури Львівського облвиконкому |                                         |
| Вовкун Любов Олексіївна                 | Нестеровський район      | Підлісненський № 161          | агроном колгоспу «Жовтень» села Підлісне Нестеровського р-ну                                                                                                |                                         |
| Водвуд Володимир Романович              | Миколаївський район      | Розвадівський № 143           | бригадир механізованого загону Миколаївського районного об'єднання «Сільгосптехніка»                                                                        |                                         |
| Воєвода Богдан Іванович                 | Сокальський район        | Правдівський № 201            | агроном колгоспу імені Горького села Перемога Сокальського р-ну                                                                                             |                                         |
| Войтюк Людмила Володимирівна            | місто Львів              | Радянський № 22               | палітурниця Львівської фабрики паперово-білових виробів |                                         |
| Воловець Василь Семенович               | Золочівський район       | Великовільшаницький № 123     | тракторист колгоспу «Вільна Україна» села Велика Вільшаниця Золочівського р-ну                                                                              |                                         |
| Волчанська Марія Богданівна             | Турківський район        | Нижньовисоцький № 228         | економіст колгоспу імені Горького села Комарники Турківського р-ну                                                                                          |                                         |
| Гаврилюк Михайло Олександрович          | місто Львів              | Залізничний № 33              | ректор Львівського політехнічного інституту |                                         |
| Гальва Ольга Михайлівна                 | місто Львів              | Залізничний № 30              | робітниця Львівського мотозаводу |                                         |
| Гапон Степан Григорович                 | місто Червоноград        | Соснівський № 83              | бригадир прохідників Червоноградського шахтобудівного управління № 2 тресту «Укрособвуглемонтаж»                                                            |                                         |
| Гафтанюк Костянтин Тимофійович          | Яворівський район        | Краковецький № 233            | начальник управління лісового господарства і заготівель Львівського облвиконкому                                                                            |                                         |
| Герус Дарія Григорівна                  | Нестеровський район      | Новоскварявський № 160        | ланкова колгоспу імені Кірова села Нова Скварява Нестеровського р-ну                                                                                        |                                         |
| Гладельщикова Олена Митрофанівна        | місто Самбір             | Самбірський № 68              | майстер Самбірського заводоуправління цегельних заводів |                                         |
| Гнидюк Микола Якимович                  | місто Львів              | Червоноармійський № 57        | заступник голови Львівського облвиконкому |                                         |
| Гнип Василь Миколайович                 | Дрогобицький район       | Солонський № 111              | агроном колгоспу «Нове життя» села Болехівці Дрогобицького р-ну                                                                                             |                                         |
| Голич Ярослава Йосипівна                | Дрогобицький район       | Ясенице-Сільнянський № 112    | бригадир колгоспу імені Івана Франка села Івана Франка Дрогобицького р-ну                                                                                   |                                         |
| Головач Любов Іванівна                  | Турківський район        | Ісаївський № 226              | телятниця Яворівського відділка радгоспу «Комсомолець» села Явори Турківського р-ну                                                                         |                                         |
| Головіна Надія Євгенівна                | Старосамбірський район   | Добромильський № 208          | робітниця Добромильської меблево-деревообробної фірми «Добромиль» Старосамбірського р-ну                                                                    |                                         |
| Гонтаренко Василь Іванович              | Сокальський район        | Селецький № 202               | голова Сокальського райвиконкому |                                         |
| Горбаль Микола Іванович                 | Перемишлянський район    | Бібрський № 163               | бригадир колгоспу імені Шевченка села Великі Глібовичі Перемишлянського р-ну                                                                                |                                         |
| Гошовський Володимир Миколайович        | місто Стрий              | Стрийський № 72               | голова Стрийського міськвиконкому |                                         |
| Грем Стефанія Андріївна                 | місто Львів              | Залізничний № 34              | робітниця Львівського виробничо-технічного об'єднання «Електрон»                                                                                            |                                         |
| Григіль Софія Миколаївна                | Мостиський район         | Судововишнянський № 149       | агроном колгоспу імені Ярослава Галана села Вовчищовичі Мостиського р-ну                                                                                    |                                         |
| Грицеляк Іван Михайлович                | місто Львів              | Червоноармійський № 55        | слюсар Львівського авторемонтного заводу |                                         |
| Гринькович Ганна Миколаївна             | Миколаївський район      | Димівський № 139              | доярка колгоспу «Верховина» села Стільське Миколаївського р-ну                                                                                              |                                         |
| Гуденко Анатолій Степанович             | Бродівський район        | Ясенівський № 90              | голова Ясенівської сільської ради Бродівського р-ну |                                         |
| Гудим Леонід Єфремович                  | Перемишлянський район    | Чемеринецький № 168           | голова Перемишлянського райвиконкому |                                         |
| Гущинська Марія Василівна               | місто Львів              | Червоноармійський № 51        | вчителька російської мови і літератури Львівської середньої школи № 28                                                                                      |                                         |
| Даниленко Михайло Васильович            | місто Львів              | Червоноармійський № 47        | ректор Львівського державного медичного інституту |                                         |
| Джуфер Степанія Євстахіївна             | Сколівський район        | Орівський № 193               | ланкова колгоспу імені Жданова села Підгородці Сколівського р-ну                                                                                            |                                         |
| Дзюбинський Антон Сергійович            | Пустомитівський район    | Верхньобілківський № 170      | тракторист радгоспу «Білківський» села Верхня Білка Пустомитівського р-ну                                                                                   |                                         |
| Дідик Тамара Софронівна                 | місто Львів              | Ленінський № 9                | артистка Львівського академічного театру опери та балету імені Івана Франка                                                                                 |                                         |
| Дідковський Віктор Федорович            | особливий округ          |                               | заступник командувача військ Прикарпатського військового округу                                                                                             |                                         |
| Дмитрик Романа Михайлівна               | місто Львів              | Червоноармійський № 52        | робітниця Львівської бавовнопрядильної фабрики |                                         |
| Довганик Марія Іванівна                 | Яворівський район        | Рясненський № 237             | ланкова колгоспу «Нове життя» села Вороців Яворівського р-ну                                                                                                |                                         |
| Додачко Федір Андрійович                | Старосамбірський район   | Лютовиський № 209             | голова Старосамбірського райвиконкому |                                         |
| Долішній Мар'ян Іванович                | Золочівський район       | Глинянський № 124             | голова Львівської обласної планової комісії | вибув 28.08.1974 року                   |
| Дорош Марія Володимирівна               | Жидачівський район       | Ходорівський № 122            | робітниця Ходорівського цукрового комбінату Жидачівського р-ну                                                                                              |                                         |
| Дубик Михайло Васильович                | місто Дрогобич           | Дрогобицький № 63             | бригадир малярів Дрогобицького будівельного управління № 41                                                                                                 |                                         |
| Євдокимов Микола Йосипович              | Золочівський район       | Сасівський № 130              | бригадир колгоспу «Серп і Молот» села Білий Камінь Золочівського р-ну                                                                                       |                                         |
| Ємельянов Іван Дмитрович                | особливий округ          |                               | командир військової частини № 3238 Внутрішніх військ МВС СРСР                                                                                               |                                         |
| Жидяк Ольга Василівна                   | місто Львів              | Шевченківський № 36           | швея Львівської швейної фірми «Маяк» |                                         |
| Жовтий Олег Борисович                   | місто Львів              | Радянський № 11               | токар Львівського заводу «Львівприлад» |                                         |
| Загорський Степан Матвійович            | місто Червоноград        | Червоноградський № 78         | бригадир прохідників шахти № 4 «Великомостівська» комбінату «Укрзахідвугілля»                                                                               |                                         |
| Заєць Марія Іванівна                    | Сокальський район        | Угнівський № 206              | ланкова колгоспу «Прикордонник» села Карів Сокальського р-ну                                                                                                |                                         |
| Запоточний Роман Іванович               | Сколівський район        | Козівський № 192              | начальник нафтоперекачувальної станції «Карпати» нафтопроводу «Дружба»                                                                                      |                                         |
| Звершховський Георгій Леонідович        | Турківський район        | Завадівський № 225            | секретар Турківського райкому КПУ; голова Турківського райвиконкому                                                                                         |                                         |
| Здреник Іван Андрійович                 | Самбірський район        | Вільшаницький № 185           | голова Блажівської сільської ради Самбірського р-ну |                                         |
| Зіневич Леонтій Логвинович              | Миколаївський район      | Гірський № 138                | начальник управління сільського господарства Львівського облвиконкому                                                                                       |                                         |
| Зінкевич Володимир Іванович             | Золочівський район       | Поморянський № 128            | голова Золочівського райвиконкому |                                         |
| Іваній Ганна Федорівна                  | місто Львів              | Шевченківський № 40           | полірувальниця Львівського механізованого склозаводу |                                         |
| Івашків Ганна Іллівна                   | місто Львів              | Шевченківський № 37           | робітниця Львівської кондитерської фірми «Світоч» |                                         |
| Кадиляк Марія Василівна                 | Кам'янсько-Бузький район | Новояричівський № 135         | доярка колгоспу «Маяк» села Старий Яричів Кам'янсько-Бузького р-ну                                                                                          |                                         |
| Касюхнич Володимир Васильович           | Сколівський район        | Верхньосиньовидненський № 191 | 1-й секретар Сколівського райкому КПУ |                                         |
| Кемпа Катерина Михайлівна               | місто Дрогобич           | Дрогобицький № 64             | фрезерувальниця Дрогобицького заводу автомобільних кранів                                                                                                   |                                         |
| Киценюк Марія Павлівна                  | Жидачівський район       | Вербицький № 115              | завідувачка ферми колгоспу імені ХХІІ з'їзду КПРС села Вербиця Жидачівського р-ну                                                                           |                                         |
| Клименко Ірина Іванівна                 | місто Львів              | Червоноармійський № 48        | електрозварниця Львівського державного інституту по проектуванню заводів спеціалізованого автомобільного транспорту                                         |                                         |
| Клочко Роман Іванович                   | Жидачівський район       | Жирівський № 118              | голова Жидачівського райвиконкому |                                         |
| Коваль Мар'ян Стахович                  | Нестеровський район      | Нестеровський № 159           | майстер Нестеровського філіалу Львівської скляної фірми «Райдуга»                                                                                           |                                         |
| Ковальчук Василь Антонович              | місто Львів              | Червоноармійський № 49        | газозварювальник Львівського спеціалізованого монтажного управління № 529 тресту «Промхімсантехмонтаж»                                                      |                                         |
| Когут Марія Дмитрівна                   | місто Львів              | Шевченківський № 42           | робітниця Львівського інструментального заводу |                                         |
| Козиренко Микола Дмитрович              | Буський район            | Красненський № 92             | голова Буського райвиконкому |                                         |
| Козлюк Ольга Іванівна                   | Золочівський район       | Підлипецький № 127            | доярка колгоспу імені Кірова села Поляни Золочівського р-ну                                                                                                 |                                         |
| Кондаревич Василь Степанович            | Сокальський район        | Сокальський № 203             | електрослюсар Сокальського заводу хімічного волокна |                                         |
| Копер Олександра Володимирівна          | Городоцький район        | Комарнівський № 102           | бригадир кондитерського цеху Комарнівського хлібокомбінату Городоцького р-ну                                                                                |                                         |
| Короза Степан Вікентійович              | місто Червоноград        | Червоноградський № 81         | голова Червоноградського міськвиконкому |                                         |
| Костик Марія-Ірина Петрівна             | місто Львів              | Шевченківський № 35           | бригадир Львівської трикотажної фірми «Промінь» |                                         |
| Кочан Роман Іванович                    | Нестеровський район      | Деревнянський № 153           | тракторист колгоспу «Вільна Україна» села Деревня Нестеровського р-ну                                                                                       |                                         |
| Кривуляк Іван Франкович                 | Кам'янсько-Бузький район | Кам'янсько-Бузький № 134      | головний лікар Кам'янсько-Бузького району |                                         |
| Крюков Микола Петрович                  | Яворівський район        | Добростанівський № 231        | голова Яворівського райвиконкому |                                         |
| Кудрявцева Ольга Сергіївна              | місто Львів              | Залізничний № 31              | контролер Львівського паровозо-вагоноремонтного заводу |                                         |
| Кузнецов Костянтин Дмитрович            | Жидачівський район       | Бережницький № 113            | завідувач фінансового відділу Львівського облвиконкому |                                         |
| Куташ Марія Олександрівна               | місто Львів              | Ленінський № 4                | робітниця цегельного заводу № 7 Львівського заводоуправління будівельних виробів                                                                            |                                         |
| Куцевол Василь Степанович               | Буський район            | Буський № 91                  | 1-й секретар Львівського обкому КПУ | вибув із Львівської області у 1973 році |
| Кушнєрова Олександра Василівна          | Самбірський район        | Чайковицький № 190            | секретар Львівського облвиконкому |                                         |
| Лавринів Володимир Петрович             | місто Львів              | Шевченківський № 38           | робітник Львівського заводу радіоелектронної медичної апаратури                                                                                             |                                         |
| Лазар Уляна Федорівна                   | Самбірський район        | Корналовицький № 187          | ланкова колгоспу «Прогрес» села Чайковичі Самбірського р-ну                                                                                                 |                                         |
| Лех Емілія Якубівна                     | Бродівський район        | Лешнівський № 87              | ланкова колгоспу імені Леніна села Комарівка Бродівського р-ну                                                                                              |                                         |
| Либик Михайло Григорович                | Городоцький район        | Родатичівський № 104          | тракторист колгоспу «Україна» села Родатичі Городоцького р-ну                                                                                               |                                         |
| Лимаренко Олександр Іванович            | Дрогобицький район       | Новокропивницький № 108       | завідувач організаційно-інструкторського відділу Львівського облвиконкому                                                                                   |                                         |
| Лимич Орест Петрович                    | Турківський район        | Боринський № 223              | завуч Яворівської восьмирічної школи Турківського р-ну |                                         |
| Лимонов Павло Олексійович               | особливий округ          |                               | командир військової частини № 2144 (начальник 7-го Карпатського прикордонного загону) Західного прикордонного округу КДБ                                    |                                         |
| Липова Дарія Павлівна                   | Жидачівський район       | Новострілищанський № 120      | голова колгоспу імені Радянської Армії села Баківці Жидачівського р-ну                                                                                      |                                         |
| Литвин Мечислав Іванович                | місто Борислав           | Бориславський № 59            | старший буровий майстер Бориславського управління бурових робіт                                                                                             |                                         |
| Ліфатова Марія Йосипівна                | місто Стрий              | Стрийський № 74               | контролер-сортувальниця цеху обробки Стрийського склозаводу                                                                                                 |                                         |
| Луцик Богдан Петрович                   | Дрогобицький район       | Добрівлянівський № 105        | економіст колгоспу імені Жданова села Грушів Дрогобицького р-ну                                                                                             |                                         |
| Луцюк Іван Никифорович                  | Кам'янсько-Бузький район | Великоколодненський № 132     | голова правління Львівської обласної споживчої спілки |                                         |
| Магора Іван Пилипович                   | Пустомитівський район    | Щирецький № 177               | бригадир тракторної бригади колгоспу імені Жданова села Гуменець Пустомитівського р-ну                                                                      |                                         |
| Мазур Серафим Олексійович               | місто Львів              | Залізничний № 25              | машиніст локомотивного депо Львів-Захід Львівської залізниці                                                                                                |                                         |
| Майкут Степан Семенович                 | місто Львів              | Радянський № 20               | наладчик Львівського заводу «Львівсільмаш» |                                         |
| Максимів Іванна Семенівна               | Бродівський район        | Пеняківський № 88             | доярка колгоспу імені Жовтневої революції села Батьків Бродівського р-ну                                                                                    |                                         |
| Максим'як Ярослава Петрівна             | Золочівський район       | Скварявський № 129            | зоотехнік колгоспу «Колос» села Скварява Золочівського р-ну                                                                                                 |                                         |
| Манастирський Роман Ярославович         | Сокальський район        | Острівський № 200             | завідувач відділу охорони здоров'я Львівського облвиконкому                                                                                                 |                                         |
| Манзевіта Марія Луківна                 | місто Львів              | Ленінський № 3                | бригадир телеграфістів 44-го Львівського міського відділення зв'язку                                                                                        |                                         |
| Марич Павло Степанович                  | Старосамбірський район   | Новоміський № 211             | агроном колгоспу імені Мічуріна села Болозів Старосамбірського р-ну                                                                                         |                                         |
| Мартьянова Тамара Олександрівна         | Городоцький район        | Березецький № 97              | заступник голови Львівського облвиконкому |                                         |
| Марциняк Михайло Іванович               | Городоцький район        | Керницький № 101              | тракторист колгоспу «Зоря» села Керниця Городоцького р-ну                                                                                                   |                                         |
| Матвєєва Людмила Дмитрівна              | Мостиський район         | Мостиський № 147              | лікар Мостиської центральної районної лікарні |                                         |
| Матвійцова Марія Тарасівна              | Перемишлянський район    | Стрілківський № 167           | бригадир колгоспу імені Щорса села Романів Перемишлянського р-ну                                                                                            |                                         |
| Махоньок Тимофій Андрійович             | Сокальський район        | Белзький № 197                | 1-й секретар Сокальського райкому КПУ |                                         |
| Медвідь Орися Василівна                 | Миколаївський район      | Новороздольський № 141        | транспортерниця збагачувальної фабрики Роздольського гірничо-хімічного комбінату імені 50-річчя Великої Жовтневої соціалістичної революції                  |                                         |
| Мельник Юлія Іванівна                   | Стрийський район         | Долішненський № 220           | економіст колгоспу «Дружба» села Станків Стрийського р-ну                                                                                                   |                                         |
| Мисько Степан Іванович                  | Самбірський район        | Бісковицький № 184            | тракторист колгоспу імені Мічуріна села Бісковичі Самбірського р-ну                                                                                         |                                         |
| Михалик Софія Йосипівна                 | Яворівський район        | Івано-Франківський № 232      | помічник верстатника деревообробного цеху Івано-Франківського учлісгоспзагу Яворівського р-ну                                                               |                                         |
| Міджак Роман-Любомир Іванович           | Миколаївський район      | Миколаївський № 140           | машиніст обертової печі Миколаївського цементно-гірничого комбінату                                                                                         |                                         |
| Мінів Стефанія Йосипівна                | Дрогобицький район       | Підбузький № 109              | ланкова радгоспу «Підбузький» селища Підбуж Дрогобицького р-ну                                                                                              |                                         |
| Мінчук Валентина Євгенівна              | Пустомитівський район    | Давидівський № 171            | вчителька Старосільської середньої школи Пустомитівського р-ну                                                                                              |                                         |
| Мойсова Таміла Олександрівна            | Кам'янсько-Бузький район | Добротіврський № 133          | електромонтер Добротвірської ДРЕС Кам'янсько-Бузького р-ну                                                                                                  |                                         |
| Москалевська Марія Федорівна            | Буський район            | Соколівський № 96             | ланкова колгоспу імені Івана Франка села Боложинів Буського р-ну                                                                                            |                                         |
| Мочурад Михайло Федорович               | Городоцький район        | Великолюбінський № 98         | бригадир колгоспу імені ХХ з'їзду КПРС селища Великий Любінь Городоцького р-ну                                                                              |                                         |
| Мруць Михайло Олексійович               | Яворівський район        | Нагачівський № 234            | бригадир колгоспу імені Ілліча села Свидниця Яворівського р-ну                                                                                              |                                         |
| Муравйов Борис Григорович               | Перемишлянський район    | Болотнянський № 164           | начальник управління будівництва і експлуатації автомобільних шляхів Львівського облвиконкому                                                               |                                         |
| Мусієвський Роман Андрійович            | місто Львів              | Радянський № 14               | голова Львівського міськвиконкому |                                         |
| Муцій Віра Семенівна                    | Дрогобицький район       | Меденицький № 107             | заступник директора по виховній роботі Меденицької середньої школи Дрогобицького р-ну                                                                       |                                         |
| Назаркевич Меланія Іванівна             | Кам'янсько-Бузький район | Стрептівський № 136           | зоотехнік колгоспу імені ХХ з'їзду КПРС села Банюнин Кам'янсько-Бузького р-ну                                                                               |                                         |
| Намачинська (Оленич) Марія Михайлівна   | місто Самбір             | Самбірський № 69              | робітниця Самбірського хлібокомбінату |                                         |
| Нанинець Василь Іванович                | місто Стрий              | Стрийський № 71               | машиніст тепловоза локомотивного депо станції Стрий Львівської залізниці                                                                                    |                                         |
| Негода Ольга Іванівна                   | Нестеровський район      | Дублянський № 155             | голова Нестеровського райвиконкому |                                         |
| Нечай Антоніна Іванівна                 | місто Червоноград        | Гірницький № 82               | швея Червоноградського міськпромкомбінату |                                         |
| Озимок Марія Миколаївна                 | Яворівський район        | Немирівський № 235            | доярка колгоспу імені Жовтневої революції села Вороблячин Яворівського р-ну                                                                                 |                                         |
| Окпиш Всеволод Богданович               | Пустомитівський район    | Сокільницький № 176           | 1-й секретар Львівського обкому ЛКСМУ | вибув 28.08.1974 року                   |
| Оліщук Петро Григорович                 | Сокальський район        | Стенятинський № 204           | голова колгоспу імені Калініна села Ільковичі Сокальського р-ну                                                                                             |                                         |
| Онищак Галина Павлівна                  | Пустомитівський район    | Борщовицький № 169            | бригадир радгоспу «Жовтневий» села Лисиничі Пустомитівського р-ну                                                                                           |                                         |
| Опришко Мирослава Степанівна            | місто Стрий              | Стрийський № 73               | контролер цеху Стрийського філіалу Львівської взуттєвої фірми «Прогрес»                                                                                     |                                         |
| Остапенко Андрій Маркіянович            | Нестеровський район      | Гійченський № 152             | 1-й секретар Нестеровського райкому КПУ |                                         |
| Очеретяний Василь Федосійович           | Мостиський район         | Чернівський № 151             | голова Мостиського райвиконкому |                                         |
| Павленко Марія Панасівна                | місто Самбір             | Самбірський № 70              | голова Самбірського міськвиконкому |                                         |
| Павлів Петро Іванович                   | місто Львів              | Ленінський № 5                | бригадир слюсарів Львівського автобусного заводу |                                         |
| Палфій Федір Юрійович                   | Пустомитівський район    | Оброшинський № 173            | директор Науково-дослідного інституту землеробства і тваринництва західних районів УРСР                                                                     |                                         |
| Панаріна Пелагія Федорівна              | Нестеровський район      | Липницький № 157              | завідувачка птахоферми колгоспу імені Чапаєва села Липник Нестеровського району                                                                             |                                         |
| Панков Анатолій Олексійович             | місто Трускавець         | Трускавецький № 77            | голова Трускавецького міськвиконкому |                                         |
| Парихін Василь Панасович                | Радехівський район       | Лопатинський № 179            | голова Радехівського райвиконкому |                                         |
| Педченко Анатолій Григорович            | особливий округ          |                               | Львівський обласний військовий комісар, полковник |                                         |
| Петров Павло Петрович                   | місто Львів              | Радянський № 16               | начальник комбінату «Львівпромбуд» |                                         |
| Пєхота Володимир Юлійович               | місто Львів              | Радянський № 13               | 2-й секретар Львівського міськкому КПУ |                                         |
| Пижик Георгій Михайлович                | місто Львів              | Радянський № 21               | голова Львівської обласної Ради професійних спілок |                                         |
| Пилипів Розалія Олексіївна              | Стрийський район         | Гірненський № 217             | бригадир колгоспу імені Шевченка села Довголука Стрийського р-ну                                                                                            |                                         |
| Пітила Єва Степанівна                   | Самбірський район        | Бабинський № 183              | трактористка колгоспу імені Кірова села Бабине Самбірського р-ну                                                                                            |                                         |
| Подольський Олександр Іванович          | місто Львів              | Шевченківський № 43           | електрик Львівської шкіряної фабрики «Світанок» |                                         |
| Полудень Микола Петрович                | Мостиський район         | Зав'язанецький № 146          | начальник Управління Комітету державної безпеки при Раді Міністрів УРСР по Львівській області                                                               |                                         |
| Попіль Омелян Гнатович                  | Самбірський район        | Ралівський № 188              | колгоспник колгоспу імені Коцюбинського села Кульчиці Самбірського р-ну                                                                                     |                                         |
| Попов Валентин Петрович                 | Дрогобицький район       | Рихтицький № 110              | заступник голови Львівського облвиконкому |                                         |
| Прийма Мирон Степанович                 | Нестеровський район      | Куликівський № 156            | колгоспник колгоспу імені Тімірязєва селища Куликів Нестеровського р-ну                                                                                     |                                         |
| Процик Марія Петрівна                   | місто Львів              | Червоноармійський № 53        | кранівниця Львівського арматурного заводу |                                         |
| Репа Євген Миколайович                  | Буський район            | Олеський № 95                 | бригадир колгоспу «Здобуток Жовтня» села Кути Буського р-ну                                                                                                 |                                         |
| Рижова Валентина Іванівна               | місто Львів              | Радянський № 19               | регулювальниця Львівського заводу телеграфної апаратури імені 50-річчя Великої Жовтневої соціалістичної революції                                           |                                         |
| Романець Володимир Васильович           | Золочівський район       | Золочівський № 125            | голова Львівського обласного суду |                                         |
| Романів Ольга Степанівна                | Старосамбірський район   | Хирівський № 216              | бухгалтер колгоспу імені Івана Франка села Старява Старосамбірського р-ну                                                                                   |                                         |
| Савів Анастасія Іванівна                | Бродівський район        | Заболотцівський № 86          | бригадир хмільрадгоспу «Ражнів» села Ражнів Бродівського р-ну                                                                                               |                                         |
| Савчук Марія Йосипівна                  | місто Львів              | Залізничний № 26              | монтажниця Львівського виробничо-технічного об'єднання імені Леніна                                                                                         |                                         |
| Салабай Ярослав Петрович                | Жидачівський район       | Подорожненський № 121         | тракторист колгоспу імені Жданова села Сидорівка Жидачівського р-ну                                                                                         |                                         |
| Салтанова Наталія Іванівна              | місто Львів              | Радянський № 18               | монтажниця Львівського заводу кінескопів з СКБ |                                         |
| Сворень Катерина Петрівна               | місто Львів              | Червоноармійський № 56        | контролер-сортувальниця Львівської склофірми «Райдуга» |                                         |
| Святоцький Василь Олександрович         | місто Дрогобич           | Дрогобицький № 66             | 2-й секретар Львівського обкому КПУ |                                         |
| Селіверстова (Яворська) Єва Дмитрівна   | місто Львів              | Ленінський № 7                | закрійниця Львівської фабрики індпошиття і ремонту одягу |                                         |
| Семен Галина Едвардівна                 | Мостиський район         | Гусаківський № 145            | економіст колгоспу «Заповіт Ілліча» села Золотковичі Мостиського р-ну                                                                                       |                                         |
| Семикоз Алла Миколаївна                 | місто Львів              | Ленінський № 2                | студентка економічного факультету Львівського державного університету імені Івана Франка                                                                    |                                         |
| Сенюк Ірина Миколаївна                  | Сокальський район        | Великомостівський № 198       | завідувачка кадрів колгоспу імені 17 Вересня села Двірці Сокальського р-ну                                                                                  |                                         |
| Сидор Володимир Іванович                | місто Червоноград        | Червоноградський № 79         | начальник управління торгівлі Львівського облвиконкому |                                         |
| Симко Роман Миколайович                 | Пустомитівський район    | Звенигородський № 172         | тракторист колгоспу імені Крупської села Миколаїв Пустомитівського р-ну                                                                                     |                                         |
| Сипа (Романів) Ганна Михайлівна         | Перемишлянський район    | Перемишлянський № 166         | ланкова колгоспу імені Ілліча села Станимир Перемишлянського р-ну                                                                                           |                                         |
| Сікорський Борис Володимирович          | Пустомитівський район    | Семенівський № 175            | голова Пустомитівського райвиконкому |                                         |
| Следь Олександр Феодосійович            | місто Львів              | Ленінський № 1                | директор Львівського автобусного заводу |                                         |
| Сліпушенко Микола Андрійович            | місто Львів              | Шевченківський № 45           | редактор обласної газети «Львовская правда» |                                         |
| Смоловий Василь Григорович              | Миколаївський район      | Роздольський № 144            | голова Миколаївського райвиконкому |                                         |
| Снядецька Ольга Євстахіївна             | Жидачівський район       | Журавненський № 119           | вчителька Монастирецької середньої школи Жидачівського р-ну                                                                                                 |                                         |
| Солдан Михайло Дем'янович               | Жидачівський район       | Гніздичівський № 116          | механізатор колгоспу імені Кірова селища Гніздичів Жидачівського р-ну                                                                                       |                                         |
| Сохацька Галина Федорівна               | Радехівський район       | Радехівський № 182            | вчителька Радехівської середньої школи |                                         |
| Співак Євгенія Петрівна                 | Сокальський район        | Тартаківський № 205           | ланкова колгоспу «Росія» села Княже Сокальського р-ну |                                         |
| Стахів Михайло Федорович                | Кам'янсько-Бузький район | Батятичівський № 131          | голова Кам'янсько-Бузького райвиконкому |                                         |
| Стеблич Акулина Василівна               | місто Львів              | Ленінський № 10               | робітниця Львівського механічного заводу |                                         |
| Степанюк Сергій Остапович               | Городоцький район        | Повітненський № 103           | голова Городоцького райвиконкому |                                         |
| Стефаник Семен Васильович               | місто Львів              | Червоноармійський № 46        | директор Львівського меморіального музею Івана Франка |                                         |
| Сторонська Мирослава Миколаївна         | місто Борислав           | Бориславський № 58            | інженер-хімік Бориславського фарфорового заводу |                                         |
| Стороняк Іван Ілліч                     | місто Львів              | Залізничний № 29              | завідувач відділу соціального забезпечення Львівського облвиконкому                                                                                         |                                         |
| Ступницький Леонід Васильович           | Сколівський район        | Славський № 195               | редактор обласної газети «Вільна Україна» |                                         |
| Сухар Ганна Петрівна                    | Стрийський район         | Нежухівський № 221            | ланкова колгоспу імені Калініна села Конюхів Стрийського р-ну                                                                                               |                                         |
| Тарнавський Ілля Євстахійович           | Стрийський район         | Дашавський № 218              | голова Львівського обласного комітету народного контролю |                                         |
| Телішевський Тимофій Дмитрович          | Старосамбірський район   | Старосамбірський № 213        | голова Львівського облвиконкому |                                         |
| Телішевський Ярослав Дмитрович          | Нестеровський район      | Добросинський № 154           | голова колгоспу «Нове життя» села Добросин Нестеровського району                                                                                            |                                         |
| Тесленко-Садовська Людмила Пилипівна    | місто Трускавець         | Трускавецький № 76            | завідувачка терапевтичного відділення санаторію «Каштан» Трускавецької територіальної ради по управлінню курортами профспілок                               |                                         |
| Теслюк Михайло Миколайович              | місто Львів              | Червоноармійський № 50        | персональний пенсіонер, діяч КПЗУ |                                         |
| Тихоненко Павло Григорович              | Стрийський район         | Дідушицький № 219             | голова Стрийського райвиконкому |                                         |
| Ткаченко Федір Павлович                 | Сокальський район        | Жвирківський № 199            | начальник управління внутрішніх справ Львівського облвиконкому                                                                                              |                                         |
| Товкач Мирослав Павлович                | Сколівський район        | Тухольківський № 196          | голова Сколівського райвиконкому |                                         |
| Токмаков Євген Петрович                 | Перемишлянський район    | Вовківський № 165             | начальник управління харчової промисловості Львівського облвиконкому                                                                                        |                                         |
| Томашевський Ярослав Михайлович         | місто Львів              | Залізничний № 32              | токар Львівського конвейєробудівного заводу |                                         |
| Тонкопій Ніна Василівна                 | місто Львів              | Залізничний № 27              | робітниця гідрозаводу Львівської олійно-жирової фірми «Жовтень»                                                                                             |                                         |
| Тронь Василь Гнатович                   | Радехівський район       | Нововитківський № 181         | голова колгоспу імені ХХІІ з'їзду КПРС села Бишів Радехівського р-ну                                                                                        |                                         |
| Труш Володимир Іванович                 | Мостиський район         | Пнікутський № 148             | голова Крукеницької сільської ради Мостиського р-ну |                                         |
| Угрин Катерина Іллівна                  | місто Львів              | Шевченківський № 39           | робітниця Львівської взуттєвої фірми «Прогрес» |                                         |
| Фірман Марія-Оксана Андріївна           | місто Дрогобич           | Дрогобицький № 62             | швея головного підприємства Дрогобицької швейної фірми «Зоря»                                                                                               |                                         |
| Фомичов Павло Васильович                | особливий округ          |                               | 1-й заступник начальника Політичного управління Прикарпатського військового округу, генерал-лейтенант                                                       |                                         |
| Фукалов Аполлінарій Ілліч               | особливий округ          | № 244                         | військовий, командир авіаційної ескадрильї | вибув 28.08.1974 року                   |
| Хомишина Анастасія Пилипівна            | місто Борислав           | Бориславський № 60            | голова Бориславського міськвиконкому |                                         |
| Царюк Микола Максимович                 | місто Львів              | Червоноармійський № 54        | директор Львівського заводу електровимірювальних приладів                                                                                                   |                                         |
| Цебрик Микола Федорович                 | Старосамбірський район   | Стрілківський № 215           | робітник Стрілківського меблевого цеху Старосамбірського меблевого комбінату                                                                                |                                         |
| Цибаняк Софія Ярославівна               | Старосамбірський район   | Головецький № 207             | бригадир радгоспу «Прикордонник» села Мшанець Старосамбірського р-ну                                                                                        |                                         |
| Цикала Данута Михайлівна                | місто Львів              | Радянський № 15               | робітниця Львівського науково-виробничого об'єднання «Термоприлад»                                                                                          |                                         |
| Цимбала (Драмарецька) Зінаїда Василівна | Старосамбірський район   | Скелівський № 212             | зоотехнік колгоспу імені Ватутіна села Скелівка Старосамбірського р-ну                                                                                      |                                         |
| Цісінська Емілія Іванівна               | Буський район            | Куткірський № 93              | доярка колгоспу імені Ярослава Галана села Полтва Буського р-ну                                                                                             |                                         |
| Чеховський Ярослав Іларіонович          | місто Львів              | Радянський № 17               | голова Радянського райвиконкому міста Львова |                                         |
| Чучман Марія Миколаївна                 | місто Львів              | Залізничний № 24              | лаборантка Львівського керамічного заводу |                                         |
| Шавала Ігор Петрович                    | Яворівський район        | Шклівський № 238              | машиніст екскаватора будівельного управління Яворівського гірничо-хімічного комбінату                                                                       |                                         |
| Шевців Теодозій Володимирович           | Буський район            | Милятинський № 94             | комбайнер колгоспу «Вільна Україна» села Новий Милятин Буського р-ну                                                                                        |                                         |
| Шевчик Любов Іванівна                   | Яворівський район        | Яворівський № 239             | оператор Яворівської оперативно-виробничої служби по дослідженню свердловин                                                                                 |                                         |
| Шендерук Ганна Вакулівна                | місто Львів              | Ленінський № 8                | контролер Львівської текстильно-галантерейної фірми «Юність»                                                                                                |                                         |
| Шквирко Віра Василівна                  | Миколаївський район      | Новороздольський № 142        | робітниця Роздольського комбінату будівельних матеріалів Миколаївського р-ну                                                                                |                                         |
| Шуліпа Володимир Іванович               | місто Стрий              | Стрийський № 75               | заступник голови Львівського облвиконкому |                                         |
| Шурпета Мирослава Іванівна              | Мостиський район         | Твіржанський № 150            | завідувачка ферми колгоспу «Росія» села Твіржа Мостиського р-ну                                                                                             |                                         |
| Щербуха Раїса Петрівна                  | Сколівський район        | Сколівський № 194             | лікар-педіатр Сколівської центральної районної лікарні |                                         |
| Янишевський Василь Степанович           | місто Львів              | Радянський № 12               | водій тролейбуса Львівського трамвайно-тролейбусного управління                                                                                             |                                         |
| Яровий Юрій Семенович                   | Дрогобицький район       | Лішнянський № 106             | голова Дрогобицького райвиконкому |                                         |
| Ярцев Віктор Іванович                   | Нестеровський район      | Рава-Руський № 162            | завідувач відділу організаційно-партійної роботи Львівського обкому КПУ                                                                                     |                                         |
| Добрик Віктор Федорович                 | Буський район            | Буський № 91                  | 1-й секретар Львівського обкому КПУ | дообраний 13.01.1974 року               |
| Луценко Володимр Іванович               | Пустомитівський район    | Сокільницький № 176           | начальник управління внутрішніх справ Львівського облвиконкому                                                                                              | дообраний 29.09.1974 року               |
| Секретарюк В'ячеслав Васильович         | Золочівський район       | Глинянський № 124             | завідувач відділу організаційно-партійної роботи Львівського обкому КПУ                                                                                     | дообраний 29.09.1974 року               |
| Твердий Пилип Якович                    | Турківський район        | Турківський № 229             | голова Львівської обласної планової комісії | дообраний 29.09.1974 року               |
| Цоколаєв Ельдар Веніамінович            | особливий округ          | № 244                         | 1-й заступник командира військової частини № 13709 (14-ї повітряної армії) Прикарпатського військового округу                                               | дообраний 29.09.1974 року               |

26 червня 1973 року відбулася 1-а сесія Львівської обласної ради депутатів трудящих 14-го скликання. Головою облвиконкому обраний Телішевський Тимофій Дмитрович, 1-м заступником голови — Гнидюк Микола Якимович, заступниками голови: Мартьянова Тамара Олександрівна, Попов Валентин Петрович, Шуліпа Володимир Іванович. Секретарем облвиконкому обрана Кушнєрова Олександра Василівна.
Обрано виконком Львівської обласної ради 14-го скликання у складі 15 чоловік: Телішевський Тимофій Дмитрович — голова облвиконкому; Гнидюк Микола Якимович — 1-й заступник голови облвиконкому; Мартьянова Тамара Олександрівна — заступник голови облвиконкому; Попов Валентин Петрович — заступник голови облвиконкому; Шуліпа Володимир Іванович — заступник голови облвиконкому; Кушнєрова Олександра Василівна — секретар облвиконкому; Куцевол Василь Степанович — 1-й секретар Львівського обкому КПУ; Долішній Мар'ян Іванович — голова Львівської обласної планової комісії; Зіневич Леонтій Логвинович — начальник Львівського обласного управління сільського господарства; Кузнецов Костянтин Дмитрович — завідувач Львівського обласного фінансового відділу; Тарнавський Ілля Євстахійович — голова Львівського обласного комітету народного контролю; Ткаченко Федір Павлович — начальник Львівського обласного управління внутрішніх справ; Мусієвський Роман Андрійович — голова Львівського міськвиконкому; Панаріна Пелагія Федорівна — завідувачка птахоферми колгоспу імені Чапаєва села Липник Нестеровського району; Павлів Петро Іванович — бригадир слюсарів Львівського автобусного заводу.